# John Reed senior
John Reed Sr. (* 11. November 1751 in Framingham, Province of Massachusetts Bay; † 17. Februar 1831 in West Bridgewater, Massachusetts) war ein US-amerikanischer Politiker. Zwischen 1795 und 1801 vertrat er den Bundesstaat Massachusetts im US-Repräsentantenhaus.

## Werdegang
John Reed war der Vater des gleichnamigen Kongressabgeordneten John Reed Jr. (1791–1860). Im Jahr 1756 kam er mit seinen Eltern nach Titicut Parish, das heute zur Stadt Middleboro gehört. Später studierte er bis 1772 am Yale College. Nach einem anschließenden Theologiestudium und seiner 1780 erfolgten Ordination als Geistlicher ging er dieser Tätigkeit nach. Zwei Jahre lang war er auch Militärgeistlicher in der US Navy. Danach fungierte er bis zu seinem Tod als Pastor der Congregational Society in West Bridgewater.
Politisch wurde Reed Mitglied der Ende der 1790er Jahre von Alexander Hamilton gegründeten Föderalistischen Partei. Bei den Kongresswahlen des Jahres 1794 wurde er im sechsten Wahlbezirk von Massachusetts in das US-Repräsentantenhaus gewählt, wo er am 4. März 1795 die Nachfolge von William Lyman antrat. Nach zwei Wiederwahlen konnte er bis zum 3. März 1801 drei Legislaturperioden im Kongress absolvieren. Während dieser Zeit wurde im Jahr 1800 die neue Bundeshauptstadt Washington, D.C. bezogen.
Im Jahr 1800 verzichtete Reed auf eine erneute Kongresskandidatur. Nach dem Ende seiner Zeit im US-Repräsentantenhaus war er weiterhin als Geistlicher in West Bridgewater tätig. Dort ist er am 17. Februar 1831 auch verstorben.